# Scytalopus griseicollis
El churrín de matorral (Scytalopus griseicollis), también denominado tapaculo andino (en Colombia) o pájaro ratón oscuro (en Venezuela), es una especie de ave paseriforme perteneciente al numeroso género Scytalopus de la familia Rhinocryptidae. Es nativo de los Andes del noroeste de América del Sur.

## Distribución y hábitat
Se distribuye por los Andes del norte de Colombia y noroeste de Venezuela, y por el centro de los Andes orientales de Colombia.
Es bastante común en el sotobosque de selvas montanas húmedas altas y sus bordes, y matorrales de montaña, principalmente entre los 2000 y los 3300 m s. n. m. de altitud.

## Sistemática

### Descripción original
La especie S. griseicollis fue descrita por primera vez por el naturalista francés Frédéric de Lafresnaye en 1840 bajo el nombre científico Merulaxis grisei-collis; localidad tipo «Bogotá, Colombia».

### Taxonomía
La presente especie ya fue considerada una subespecie de un Scytalopus magellanicus más ampliamente definido, pero difieren substancialmente en la vocalización.
El taxón Scytalopus infasciatus, el churrín colombiano o de Cundinamarca, fue tratado como especie plena por algunos autores, pero su elevación fue rechazada en la Propuesta N° 390 al South American Classification Committee (SACC), que lo consideró un taxón inválido y sinónimo de S. griseicollis, sobre la base de los estudios de Donegan y Avendaño (2008).

### Subespecies
Según la clasificación del Congreso Ornitológico Internacional (IOC) (Versión 6.4, 2016) y Clements Checklist v.2015,  se reconocen 3 subespecies, con su correspondiente distribución geográfica:
- Scytalopus griseicollis griseicollis (Lafresnaye, 1840) - centro de los Andes orientales de Colombia (Boyacá, Cundinamarca, y Meta).
- Scytalopus griseicollis gilesi Donegan & Avendaño, 2008 - Andes del norte de Colombia (Serranía de los Yariguíes, Santander).
- Scytalopus griseicollis morenoi Avendaño & Donegan, 2015 - norte de los Andes orientales de Colombia (norte de Santander y Norte de Santander) y Andes de Venezuela.